# Гуджеджиани, Гиви Давидович
Гиви Давидович Гуджеджиани (1933, Местиа, Самегрело — Земо-Сванети — 1997) — советский и грузинский винодел, кандидат наук, Заслуженный винодел Грузии.

## Биография
Гиви Гуджеджиани родился в 1933 году в посёлке Местиа, Сванетия, Грузинская ССР.
Окончив с отличием поселковую среднюю школу, в 1951 году поступил в Грузинский сельскохозяйственный институт на технологический факультет. В 1958 году был зачислен в аспирантуру в Грузинский научно-исследовательский институт садоводства виноградарства и виноделия. С 1963 по 1969 год учился на химическом факультете Тбилисского государственного университета.
Трудовую деятельность начал на Харсском винном заводе виноделом, затем был главным виноделом Цинандальского производственного отделения, директором винного комбината в Манави, главным инженером на Марнеульском агропромышленном комбинате «Тамариси», главным виноделом, директором Тбилисского коньячного завода. С 1996 года до конца жизни работал заместителем директора Грузинского НИИ садоводства виноградарства и виноделия по научной части.
Гуджеджиани был избран советником Инженерной академии Грузии. Принимал участие на международных выставках в Турции в 1973 году и Германии в 1980 году.
Гуджеджиани — автор трёх изобретений, защитил кандидатскую диссертацию, опубликовал 26 научных трудов, является автором нескольких монографий по виноделию.
По его личной инициативе было создано общество имени предпринимателя и мецената Давида Сараджишвили, президентом которого являлся сам Гуджеджиани.
Он был награждён орденами и медалями разных достоинств, а также удостоен почётного звания Заслуженный винодел Грузии.
Гиви Гуджеджиани скончался в 1997 году.